# Bécasseau à queue pointue
Calidris acuminata
Espèce
Statut de conservation UICN

 VU A2bce+3bce+4bce : Vulnérable
Le Bécasseau à queue pointue, Calidris acuminata, est une espèce d’oiseaux limicoles assez petit appartenant à la famille biologie) des Scolopacidae et à la sous-famille des Calidridinae.

## Description

Carte de répartition
Aire de nidification
Voie migratoire
Aire d'hivernage
Erratique

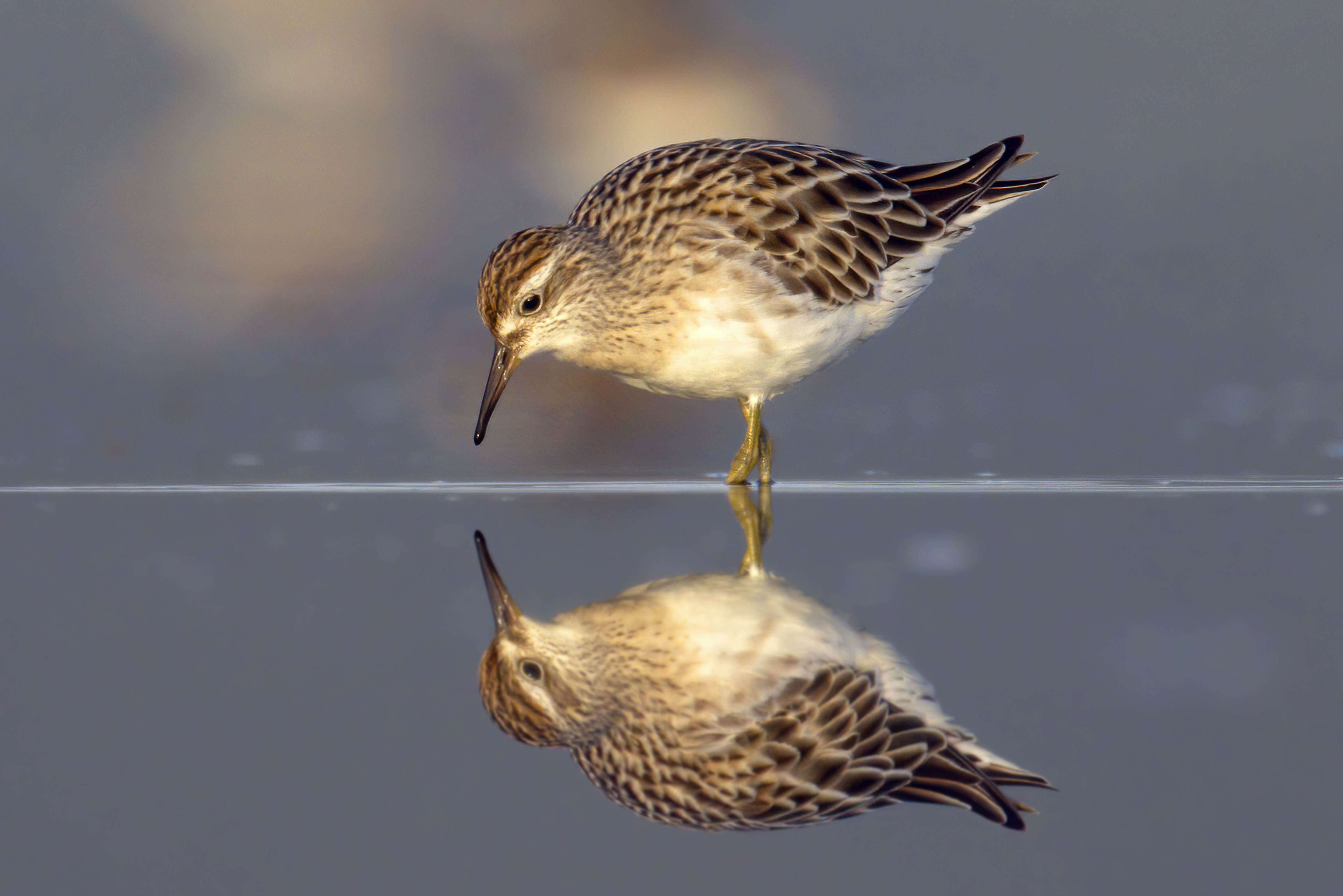
Bécasseau à queue pointue dans le parc national de la baie de Jervis, Australie. Février 2021.

Cet oiseau mesure 17 à 21 cm de longueur. En plumage nuptial, il présente une calotte roux vif striée de sombre contrastant avec les sourcils blancs striés finement.

## Comportement
Ce bécasseau se nourrit souvent dans la végétation à la manière du Bécasseau tacheté.

## Source
- Taylor D. (2006) Guide des limicoles d'Europe, d'Asie et d'Amérique du Nord. Delachaux & Niestlé, Paris, 224 p.